# National Film Registry
Pour les articles homonymes, voir NFR.
Le National Film Registry (NFR, Répertoire national du film) est une liste de films américains sélectionnés depuis 1989 par le National Film Preservation Board pour conservation à la Bibliothèque du Congrès aux États-Unis. À la fin de chaque année, environ 25 titres sont ajoutés qui, d'une part, dataient « d'au moins dix ans lors de leurs inscriptions » et qui d'autre part, présentent une « importance culturelle, historique ou esthétique ». L'entrée au Répertoire d'un film implique pour l'organisme, la mise en œuvre des moyens de sa conservation et de sa préservation. Ainsi, à chaque automne, un conseil et le choix du public arrivé avant le 15 septembre participent à la sélection des 25 prochains films,.
À la suite des nominations de 2024, le répertoire contient 900 films.

## Historique
Le National Film Registry est créé dans le cadre du National Film Preservation Act. Le National Film Preservation Board est créé pour mener les sélections du répertoire. La première sélection du répertoire a lieu le 19 septembre 1989. Le bibliothécaire du Congrès des États-Unis James Hadley Billington a altéré cette première sélection avant sa publication,.
Les termes du répertoire prévoient que si un film est altéré par la suite sans le consentement de son réalisateur, la nouvelle version devra clairement communiquer sur cette altération. Les listes du répertoire sont publiées dans l'ordre alphabétique pour ne pas donner l'impression d'un classement.
Selon le réalisateur Billy Wilder, de nombreux classiques du cinéma ont été rachetés par des sociétés télévisuelles qui ont « charcuté » (anglais : « butchered ») les versions originales, et applaudit donc la création du répertoire national. De nombreux films ont effectivement été rachetés et colorés pour une diffusion grand public. Dans la première sélection des films de 1989, la Turner Entertainment Company est propriétaire de sept films. Casablanca et le Faucon maltais ont été colorés pour la diffusion grand public, mais le groupe de Ted Turner s'engage à se plier aux nouvelles règles du répertoire.
Sur le plan culturel, la création du répertoire permet de cultiver un intérêt publique pour le patrimoine cinématographique américain.

## Liste des films du Répertoire par année

### 1989
- L'Aurore (Sunrise) de Friedrich Wilhelm Murnau (1927)
- Autant en emporte le vent (Gone With the Wind) de Victor Fleming (1939)
- Blanche-Neige et les Sept Nains (Snow White and the Seven Dwarfs) de David Hand (1937)
- Boulevard du crépuscule (Sunset Boulevard) de Billy Wilder (1950)
- Casablanca de Michael Curtiz (1942)
- Certains l'aiment chaud (Some Like It Hot) de Billy Wilder (1959)
- Chantons sous la pluie (Singin' in the Rain) de Stanley Donen et Gene Kelly (1952)
- Citizen Kane d'Orson Welles (1941)
- Docteur Folamour (Dr. Strangelove or, How I Learned to Stop Worrying and Love the Bomb) de Stanley Kubrick (1964)
- Le Faucon maltais (The Maltese Falcon) de John Huston (1941)
- La Foule (The Crowd) de King Vidor (1928)
- Star Wars, épisode IV : Un nouvel espoir (Star Wars Episode IV: A New Hope) de George Lucas (1977)
- Intolérance (Intolerance) de D. W. Griffith (1916)
- Le train sifflera trois fois (High Noon) de Fred Zinnemann (1952)
- Le Magicien d'Oz (The Wizard of Oz) de Victor Fleming (1939)
- Le Mécano de la « General » (The General) de Buster Keaton (1927)
- Monsieur Smith au Sénat (Mr. Smith Goes to Washington) de Frank Capra (1939)
- Nanouk l'Esquimau (Nanook of the North) de Robert Flaherty (1922)
- Les Plus Belles Années de notre vie (The Best Years of Our Lives) de William Wyler (1946)
- La Prisonnière du désert (The Searchers) de John Ford (1956)
- Les Raisins de la colère (The Grapes of Wrath) de John Ford (1940)
- Les Sentiers de la violence (The Learning Tree) de Gordon Parks (1969)
- Sueurs froides (Vertigo) d'Alfred Hitchcock (1958)
- Sur les quais (On the Waterfront) d'Elia Kazan (1954)
- Les Temps modernes (Modern Times) de Charlie Chaplin (1936)

### 1990
- À l'Ouest, rien de nouveau (All Quiet on the Western Front) de Lewis Milestone (1930)
- Aimez-moi ce soir (Love Me Tonight) de Rouben Mamoulian (1932)
- Le Danseur du dessus (Top Hat) de Mark Sandrich (1935)
- Dodsworth de William Wyler (1936)
- Ève (All About Eve) de Joseph L. Mankiewicz (1950)
- Fantasia de Norman Ferguson (1940)
- La Fureur de vivre (Rebel Without a Cause) de Nicholas Ray (1955)
- Harlan County, U.S.A. de Barbara Kopple (1976)
- L'Impossible Monsieur Bébé (Bringing Up Baby) d'Howard Hawks (1938)
- La vie est belle (It's a Wonderful Life) de Frank Capra (1946)
- Meshes of the Afternoon de Maya Deren et Alexander Hammid (1943)
- Ninotchka d'Ernst Lubitsch (1939)
- Le Parrain (The Godfather) de Francis Ford Coppola (1972)
- Primary de Robert Drew (1960)
- Qu'elle était verte ma vallée (How Green Was My Valley) de John Ford (1941)
- Raging Bull de Martin Scorsese (1980)
- The River de Pare Lorentz (1938)
- La Rivière rouge (Red River) d'Howard Hawks (1948)
- La Soupe au canard (Duck Soup) de Leo McCarey (1933)
- Le Trésor de la Sierra Madre (The Treasure of the Sierra Madre) de John Huston (1948)
- Killer of Sheep de Charles Burnett (1977)
- Une femme sous influence (A Woman Under the Influence) de John Cassavetes (1974)
- Vive le sport ! (The Freshman) de Fred C. Newmeyer et Sam Taylor (1925)
- Le Vol du grand rapide (The Great Train Robbery) d'Edwin S. Porter (1903)
- Les Voyages de Sullivan (Sullivan's Travels) de Preston Sturges (1941)

### 1991
- 2001, l'Odyssée de l'espace (2001: A Space Odyssey) de Stanley Kubrick (1968)
- La Bataille de San Pietro (The Battle of San Pietro) de John Huston (1945)
- The Blood of Jesus de Spencer Williams (1941)
- Chinatown de Roman Polanski (1974)
- Le Journal intime de David Holzman (David Holzman's Diary) de Jim McBride (1968)
- Frankenstein de James Whale (1931)
- Gertie le dinosaure (Gertie the Dinosaur) de Winsor McCay (1914)
- Gigi de Vincente Minnelli (1958)
- La Griffe du passé (Out of the Past) de Jacques Tourneur (1947)
- Haute Pègre (Trouble in Paradise) d'Ernst Lubitsch (1932)
- High School de Frederick Wiseman (1968)
- The Italian de Reginald Barker (1915)
- Je suis un évadé (I Am a Fugitive from a Chain Gang) de Mervyn LeRoy (1932)
- King Kong de Merian C. Cooper et Ernest B. Schoedsack (1933)
- Lawrence d'Arabie (Lawrence of Arabia) de David Lean (1962)
- Les Lumières de la ville (City Lights) de Charles Chaplin (1931)
- L'Ombre d'un doute (Shadow of a Doubt) d'Alfred Hitchcock (1943)
- La Poursuite infernale (My Darling Clementine) de John Ford (1946)
- Le Prisonnier de Zenda (The Prisoner of Zenda) de John Cromwell (1937)
- Les Rapaces (Greed) d'Erich von Stroheim (1924)
- Sherlock Junior de Buster Keaton (1924)
- La Splendeur des Amberson (The Magnificent Ambersons) d'Orson Welles (1942)
- Tevya de Maurice Schwartz (1939)
- Pauvre Petite Fille riche (The Poor Little Rich Girl) de Maurice Tourneur (1917)
- Une place au soleil (A Place in the Sun) de George Stevens (1951)

### 1992
- Annie Hall de Woody Allen (1977)
- Assurance sur la mort (Double Indemnity) de Billy Wilder (1944)
- Bonnie and Clyde d'Arthur Penn (1967)
- Carmen Jones d'Otto Preminger (1954)
- Castro Street de Bruce Baillie (1966)
- Cœurs brûlés (Morocco) de Josef von Sternberg (1930)
- Coups de feu dans la Sierra (Ride the High Country) de Sam Peckinpah (1962)
- Détour (Detour) d'Edgar George Ulmer (1945)
- Dog Star Man de Stan Brakhage (1964)
- Prologues (Footlight Parade) de Lloyd Bacon (1933)
- La Grande Parade (The Big Parade) de King Vidor (1925)
- Lettre d'une inconnue (Letter from an Unknown Woman) de Max Ophüls (1948)
- Madame porte la culotte (Adam's Rib) de George Cukor (1949)
- Mines de rien (The Bank Dick) d'Edward F. Cline (1940)
- Naissance d'une nation (The Birth of a Nation) de D. W. Griffith (1915)
- Nashville de Robert Altman (1975)
- La Nuit du chasseur (The Night of the Hunter) de Charles Laughton (1955)
- Œil pour œil (Big Business) de James W. Horne et Leo McCarey (1929)
- Psychose (Psycho) d'Alfred Hitchcock (1960)
- La Ruée vers l'or (The Gold Rush) de Charles Chaplin (1925)
- Salesman d'Albert et David Maysles (1969)
- Le Sel de la terre (Salt of the Earth) de Herbert J. Biberman (1954)
- Les Sentiers de la gloire (Paths of Glory) de Stanley Kubrick (1957)
- Quel opéra, docteur ? (What's Opera, Doc?) de Chuck Jones (1957)
- Within Our Gates d'Oscar Micheaux (1920)

### 1993
- La Balade sauvage (Badlands) de Terrence Malick (1973)
- Blade Runner de Ridley Scott (1982)
- Chulas Fronteras de Les Blank (1976)
- La Dame du vendredi (His Girl Friday) d'Howard Hawks (1940)
- Eaux d'artifice de Kenneth Anger (1953)
- La Féline (Cat People) de Jacques Tourneur (1942)
- Fidèle Lassie (Lassie Come Home) de Fred M. Wilcox (1943)
- Forfaiture (The Cheat) de Cecil B. DeMille (1915)
- La Glorieuse Parade (Yankee Doodle Dandy) de Michael Curtiz (1942)
- Le Grand Chantage (Sweet Smell of Success) d'Alexander Mackendrick (1957)
- L'Homme des vallées perdues (Shane) de George Stevens (1953)
- New York-Miami (It Happened One Night) de Frank Capra (1934)
- Magical Maestro, dessin animé de Tex Avery (1952)
- Inside Nazi Germany de Jack Glenn (1938)
- Nothing But a Man de Michael Roemer (1964)
- Le Parrain, 2e partie (The Godfather Part II) de Francis Ford Coppola (1974)
- Le Pirate noir (The Black Pirate) d'Albert Parker (1926)
- Point of Order (en) d'Emile de Antonio (1964)
- Shadows de John Cassavetes (1959)
- La Soif du mal (Touch of Evil) d'Orson Welles (1958)
- Un Américain à Paris (An American in Paris) de Vincente Minnelli (1951)
- Une nuit à l'opéra (A Night at the Opera) de Sam Wood (1935)
- Le Vent (The Wind) de Victor Sjöström (1928)
- Vol au-dessus d'un nid de coucou (One Flew Over the Cuckoo's Nest) de Miloš Forman (1975)
- Where Are My Children? de Phillips Smalley et Lois Weber (1916)

### 1994
- Les Spéculateurs (A Corner in Wheat) de D. W. Griffith (1909)
- A Movie, court-métrage de Bruce Conner (1958)
- Le Chant du Missouri (Meet Me in St. Louis) de Vincente Minnelli (1944)
- The Cool World de Shirley Clarke (1963)
- E.T., l'extra-terrestre (E.T. the Extra-Terrestrial) de Steven Spielberg (1982)
- L'Enfer de la corruption (Force of Evil) d'Abraham Polonsky (1948)
- La Monstrueuse Parade (Freaks) de Tod Browning (1932)
- La Garçonnière (The Apartment) de Billy Wilder (1960)
- Le Justicier (Hell's Hinges) de Charles Swickard (1916)
- Hospital de Frederick Wiseman (1970)
- L'Invasion des profanateurs de sépultures (Invasion of the Body Snatchers) de Don Siegel (1956)
- Louisiana Story de Robert Flaherty (1948)
- Macadam Cowboy (Midnight Cowboy) de John Schlesinger (1969)
- Marty de Delbert Mann (1955)
- Monte là-dessus ! (Safety Last!) de Fred C. Newmeyer et Sam Taylor (1923)
- Les Mystères de New York (The Exploits of Elaine) de Louis Gasnier, George B. Seitz et Leopold Wharton (en) (1914)
- L'Odyssée de l'African Queen (The African Queen) de John Huston (1951)
- Pinocchio, dessin animé d'Hamilton Luske et Ben Sharpsteen (1940), studios Disney.
- Scarface d'Howard Hawks (1932)
- Snow-White (en), dessin animé de Dave Fleischer (1933)
- Tabou (Tabu) de Friedrich Wilhelm Murnau (1931)
- Taxi Driver de Martin Scorsese (1976)
- Un cœur pris au piège (The Lady Eve) de Preston Sturges (1941)
- Un crime dans la tête (The Manchurian Candidate) de John Frankenheimer (1962)
- le film amateur d'Abraham Zapruder sur l'assassinat de John Fitzgerald Kennedy (1963), surnommé Film Zapruder

### 1995
- American Graffiti de George Lucas (1973)
- Les Aventures de Robin des Bois (The Adventures of Robin Hood) de Michael Curtiz et William Keighley (1938)
- Blacksmith Scene, court-métrage de William Kennedy Laurie Dickson (1893)
- Cabaret de Bob Fosse (1972)
- Chan Is Missing (en) de Wayne Wang (1982)
- La Chevauchée fantastique (Stagecoach) de John Ford (1939)
- Conversation secrète (The Conversation) de Francis Ford Coppola (1974)
- Du silence et des ombres (To Kill a Mockingbird) de Robert Mulligan (1962)
- Fatty teinturier (Fatty's Tintype Tangle) de Roscoe Arbuckle (1915)
- Furie (Fury) de Fritz Lang (1936)
- Gerald McBoing-Boing, court-métrage d'animation de Robert Cannon (1950)
- L'Heure suprême (Seventh Heaven) de Frank Borzage (1927)
- Indiscrétions (The Philadelphia Story) de George Cukor (1940)
- Jammin' the Blues de Gjon Mili (1944)
- Le Jour où la Terre s'arrêta (The Day the Earth Stood Still) de Robert Wise (1951)
- Le Dernier des Mohicans (The Last of the Mohicans) de Clarence Brown et Maurice Tourneur (1920)
- Manhatta, court-métrage de Charles Sheeler et Paul Strand (1921)
- La Mort aux trousses (North By Northwest) d'Alfred Hitchcock (1959)
- El Norte de Gregory Nava (1983)
- Les Quatre Cavaliers de l'Apocalypse (The Four Horsemen of the Apocalypse) de Rex Ingram (1921)
- Rip Van Winkle de Joseph Jefferson (1896)
- To Fly! (en) de Jim Freeman et Greg MacGillivray (en) (1976)
- Tous en scène (The Band Wagon) de Vincente Minnelli (1953)
- Tout ce que le ciel permet (All That Heaven Allows) de Douglas Sirk (1955)

### 1996
- Cette sacrée vérité (The Awful Truth) de Leo McCarey (1937)
- Le Chanteur de jazz (The Jazz Singer) d'Alan Crosland (1927)
- En route vers le Maroc (Road To Morocco) de David Butler (1942)
- Femme ou Démon ou La Femme sans loi (Destry Rides Again) de George Marshall (1939)
- Flash Gordon de Frederick Stephani et Ray Taylor (1936)
- The Forgotten Frontier (en) de Marvin Breckinridge (en) (1931)
- Frank Film (en) de Caroline et Frank Mouris (de) (1973)
- L'Héritière (The Heiress) de William Wyler (1949)
- Josey Wales hors-la-loi (The Outlaw Josey Wales) de Clint Eastwood (1976)
- Le Lauréat (The Graduate) de Mike Nichols (1967)
- The Life and Times of Rosie the Riveter (en) de Connie Field (1980)
- Le Lys brisé (Broken Blossoms) de D. W. Griffith (1919)
- M*A*S*H de Robert Altman (1970)
- Les Producteurs (The Producers) de Mel Brooks (1968)
- Pull My Daisy de Robert Frank et Alfred Leslie (en) (1959)
- Le Roman de Mildred Pierce (Mildred Pierce) de Michael Curtiz (1945)
- Lady Lou (She Done Him Wrong) de Lowell Sherman (1933)
- Shock Corridor de Samuel Fuller (1963)
- Show Boat de James Whale (1936)
- To Be or Not to Be (titre francophone initial : Jeux dangereux) d'Ernst Lubitsch (1942)
- Topaz (en) de Dave Tatsuno (en) (1943-45) (film amateur tourné dans le camp d'internement américain pour Japonais : Topaz War Relocation Authority Center)
- Verbena Trágica (en) de Charles Lamont (1939)
- Le Voleur de Bagdad (The Thief of Bagdad) de Raoul Walsh (1924)
- Voyage au bout de l'enfer (The Deer Hunter) de Michael Cimino (1978)
- Woodstock de Michael Wadleigh (1970)

### 1997
- Ben-Hur de Fred Niblo (1926)
- Frigo déménageur (Cops) d'Edward F. Cline et Buster Keaton (1922)
- Czechoslovakia 1968 de Robert M. Fresco et Denis Sanders (1969)
- Grass: A Nation's Battle for Life de Merian C. Cooper et Ernest B. Schoedsack  (1925)
- Harold et Maude (Harold and Maude) de Hal Ashby (1971)
- Hindenburg Disaster Newsreel Footage (en) (1937)
- La Conquête de l'Ouest (How the West Was Won) de Henry Hathaway, John Ford et George Marshall (1962)
- Knute Rockne, All American de Lloyd Bacon (1940)
- Le Petit Fugitif (Little Fugitive) de Raymond Abrashkin, Ruth Orkin et Morris Engel (1953)
- Mean Streets de Martin Scorsese (1973)
- Motion Painting No. 1 (en) (1947)
- Fenêtre sur cour (Rear Window) d'Alfred Hitchcock (1954)
- Republic Steel Strike Riot Newsreel Footage (1937)
- Return of the Secaucus 7 (en) (1980)
- Le Grand Sommeil (The Big Sleep) d'Howard Hawks (1946)
- Le Pont de la rivière Kwai (The Bridge on the River Kwai) de David Lean (1957)
- Le Dictateur (The Great Dictator) de Charlie Chaplin (1940)
- L'Arnaqueur (The Hustler) de Robert Rossen (1961)
- The Life and Death of 9413: a Hollywood Extra (1927)
- Livreurs, sachez livrer ! (The Music Box) de James Parrott (1932)
- L'Appât (The Naked Spur) d'Anthony Mann (1953)
- L'Introuvable (The Thin Man) de W. S. Van Dyke (1934)
- Tulips Shall Grow de George Pal (1942)
- West Side Story de Robert Wise (1961)
- Les Ailes (Wings) de William A. Wellman (1927)

### 1998
- 42e Rue (42nd Street) de Lloyd Bacon (1933)
- La Fiancée de Frankenstein (Bride of Frankenstein) de James Whale (1935)
- Dead Birds de Robert Gardner (1965)
- Dont Look Back de Donn Alan Pennebaker (1967)
- Easy Rider de Dennis Hopper (1969)
- De la crèche à la croix (From the Manger to the Cross) de Sidney Olcott (1912)
- Le Démon des armes (Gun Crazy) de Joseph H. Lewis (1949)
- Petite Miss (Little Miss Marker) d'Alexander Hall (1934)
- Modesta (en) (1956)
- Pass the Gravy, court-métrage de Fred Guiol et Leo McCarey (1928)
- Le Fantôme de l'opéra (Phantom of the Opera) de Rupert Julian (1925)
- Powers of Ten de Charles et Ray Eames (1977)
- L'Aigle (Sky High), de Lynn Reynolds (1922) ;
- Steamboat Willie, dessin animé (1928), studios Disney
- Tacoma Narrows Bridge Collapse (1940)
- The City (en) (1939)
- Le Voyage de la peur (The Hitch-Hiker) d'Ida Lupino (1953)
- L'Émigrant (The Immigrant) de Charlie Chaplin (1917)
- La Dernière Séance (The Last Picture Show) de Peter Bogdanovich (1972)
- Le Monde perdu (The Lost World) de Harry O. Hoyt (1925)
- L'Étrange Incident (The Ox-Bow Incident) de William A. Wellman (1943)
- L'Ennemi public (The Public Enemy) de William A. Wellman (1931)
- Tootsie de Sydney Pollack (1982)
- Un homme de fer (Twelve O'Clock High) de Henry King (1949)
- Westinghouse Works, 1904 (1904)

### 1999
- Les Aventuriers de l'arche perdue (Raiders of the Lost Ark), de Steven Spielberg (1981)
- Civilisation (Civilization), de Reginald Barker et Thomas H. Ince (1916)
- Les Damnés de l'océan (The Docks of New York), de Josef von Sternberg (1928)
- Les Dix Commandements (The Ten Commandments), de Cecil B. DeMille (1956)
- Do the Right Thing, de Spike Lee (1989)
- The Emperor Jones, de Dudley Murphy (1933)
- En quatrième vitesse (Kiss Me Deadly), de Robert Aldrich (1955)
- Farce au canard (Duck Amuck), de Chuck Jones (1953)
- La Femme de l'année (Woman of the Year), de George Stevens (1942)
- Gunga Din, de George Stevens (1939)
- La Horde sauvage (The Wild Bunch), de Sam Peckinpah (1969)
- Au pays des chasseurs de têtes (In the Land of the Head Hunters), d'Edward Sheriff Curtis (1914) a.k.a., In the Land of the War Canoes
- Jazz on a Summer’s Day d'Aram Avakian et Bert Stern (1959)
- King : de Montgomery à Memphis (King: A Filmed Record... Montgomery to Memphis) de Sidney Lumet et Joseph L. Mankiewicz (1970)
- The Kiss, court métrage, de William Heise (1896)
- Lambchops, court métrage (1929)
- Laura, d'Otto Preminger (1944)
- Master Hands, court métrage (1936)
- Mon homme Godfrey (My Man Godfrey), de Gregory La Cava (1936)
- La Nuit des morts-vivants (Night of the Living Dead), de George Andrew Romero (1968)
- The Plow That Broke the Plains, de Pare Lorentz (1936)
- Rendez-vous (The Shop Around the Corner), d'Ernst Lubitsch (1940)
- Trance and Dance in Bali (en) de Gregory Bateson et Margaret Mead (1936-39)
- Un tramway nommé Désir (A Streetcar Named Desire), d'Elia Kazan (1951)
- Vacances romaines (Roman Holidays), de William Wyler (1953)

### 2000
- Les Affranchis (Goodfellas), de Martin Scorsese (1990)
- Apocalypse Now, de Francis Ford Coppola (1979)
- La Blonde explosive (Will Success Spoil Rock Hunter?), de Frank Tashlin (1957)
- La Chute de la maison Usher, de Jean Epstein (1928)
- Cinq Pièces faciles (Five Easy Pieces), de Bob Rafelson (1970)
- Le Désert vivant (The Living Desert), de James Algar (1953)
- Dracula, de Tod Browning (1931)
- L'Homme de l'Arizona (The Tall T), de Budd Boetticher (1957)
- Koyaanisqatsi, de Godfrey Reggio (1983)
- The Land Beyond the Sunset (en), court métrage, de Harold M. Shaw (1912)
- Let's All Go To the Lobby, court métrage (1957)
- Le Petit César (Little Caesar), de Mervyn LeRoy (1931)
- L'amour frappe André Hardy (Love Finds Andy Hardy), de George B. Seitz (1938)
- Network : Main basse sur la télévision (Network), de Sidney Lumet (1976)
- Multiple Sidosis, court métrage, de Sid Laverents (en) (1970)
- Les Nuits rouges de Harlem (Shaft), de Gordon Parks (1971)
- Peter Pan, de Herbert Brenon (1924)
- Porky à Zinzinville (Porky in Wackyland), de Robert « Bob » Clampett (1938)
- President McKinley Inauguration Footage (1901)
- Regeneration, de Raoul Walsh (1915)
- Une étoile est née (A Star Is Born), de George Cukor (1954)
- Salomé, de Malcolm Strauss (1923)
- Sherman's March, de Ross McElwee (1986)
- La Vie d'Émile Zola (The Life of Emile Zola), de William Dieterle (1937)
- Pourquoi nous combattons (Why We Fight), série de films de Frank Capra et Anatole Litvak (1942-45)

### 2001
- America, America, d'Elia Kazan (1963)
- American College (Animal House) de John Landis (1978)
- Le Coup de foudre (It), de Clarence G. Badger (1927)
- La Chose d'un autre monde (The Thing From Another World), de Christian Nyby (1951)
- Cologne: From the Diary of Ray and Esther (en) (1939)
- Les Dents de la mer (Jaws), de Steven Spielberg (1975)
- Deux Nigauds contre Frankenstein (Abbott and Costello Meet Frankenstein), de Charles Barton (1948)
- Evidence of the Film, de Lawrence Marston et Edwin Thanhouser (1913)
- Les Fous du roi (All the King's Men), de Robert Rossen (1949)
- Le Grand Défi (Hoosiers), de David Anspaugh (1986)
- The House in the Middle (1954)
- Manhattan de Woody Allen (1979)
- Marian Anderson: the Lincoln Memorial Concert (1939)
- La Mélodie du bonheur (The Sound of Music), de Robert Wise (1965)
- Miracle au village (The Miracle of Morgan's Creek), de Preston Sturges (1944)
- Lulu Cendrillon (Miss Lulu Bett), de William C. de Mille (1921)
- The Memphis Belle (en), de William Wyler (1944)
- La Planète des singes (Planet of the Apes), de Franklin J. Schaffner (1968)
- Que le spectacle commence (All That Jazz), de Bob Fosse (1979)
- Rose Hobart (en) (1936)
- Serene Velocity d'Ernie Gehr (1970)
- Symphonie magique (Stormy Weather), d'Andrew L. Stone (1943)
- The Tell-Tale Heart de Ted Parmelee (1953)
- The Thin Blue Line d'Errol Morris (1988)

### 2002
- Alien : Le Huitième Passager (Alien), de Ridley Scott (1979)
- All My Babies de George C. Stoney (en) (1953)
- La Belle et la Bête (Beauty and the Beast), de Gary Trousdale et Kirk Wise (1991), studios Disney.
- Boyz n the Hood, de John Singleton (1991)
- Dans la chaleur de la nuit (In the Heat of the Night), de Norman Jewison (1967)
- Les Ensorcelés (The Bad and the Beautiful), de Vincente Minnelli (1952)
- L'Étalon noir (The Black Stallion), de Carroll Ballard (1979)
- The Endless Summer, de Bruce Brown (1966)
- Le Fleuve sauvage (Wild River), d'Elia Kazan (1960)
- From Stump to Ship (en) d'Alfred Ames et Howard Kahn (1930)
- Fuji (en), court métrage, de Robert Breer (1974)
- L'Éventail de Lady Windermere (Lady Windermere's Fan), d'Ernst Lubitsch (1925)
- Melody Ranch (en), de Joseph Santley (1940)
- La Perle (La Perla), d'Emilio Fernández (1947)
- Punch Drunks (en), court métrage, de Lou Breslow (1934)
- Tant qu'il y aura des hommes (From Here to Eternity), de Fred Zinnemann (1953)
- Sabrina de Billy Wilder (1954)
- Spın̈al Tap (This is Spinal Tap), de Rob Reiner (1984)
- Star Theatre (1901)
- Stranger Than Paradise de Jim Jarmusch (1984)
- Theodore Case Sound Test: Gus Visser and his Singing Duck (en) (1925)
- Place au Cinérama (This is Cinerama), de Merian C. Cooper et Gunther von Fritsch (1952)
- Through Navajo Eyes (en) (series) (1966)
- Why Man Creates, d'Elaine Bass et Saul Bass (1968)
- Wild and Woolly, de John Emerson (1917)

### 2003
- Antonia: A Portrait of the Woman de Jill Godmilow (1974)
- Atlantic City, de Louis Malle (1980)
- Butch Cassidy et le Kid (Butch Cassidy and the Sundance Kid), de George Roy Hill (1969)
- The Chechahcos (en), de Lewis H. Moomaw (1924)
- Dickson Experimental Sound Film, court métrage (1894-5)
- L'enfer est à lui (White Heat), de Raoul Walsh (1949)
- Film Portrait (1970)
- The Hunters (en), de John Marshall (en) (1957) (film anthropologique sur une tribu du désert du Kalahari)
- Fox Movietone News: Jenkins Orphanage Band (1928)
- Frankenstein Junior (Young Frankenstein), de Mel Brooks (1974)
- La Fugue de Mariette (Naughty Marietta), de Frances Goodrich et Albert Hackett (1935)
- Chercheuses d'or de 1933 (Gold Diggers of 1933), de Mervyn LeRoy (1933)
- Matrimony's Speed Limit, court métrage (1913)
- Medium Cool, de Haskell Wexler (1969)
- Le Grand National (National Velvet), de Clarence Brown (1944)
- Nostalgia, court métrage, d'Hollis Frampton (1971)
- La Légende du ténor grenouille (One Froggy Evening), animation, de Chuck Jones (1955)
- Patton, de Franklin J. Schaffner (1970)
- Princess Nicotine or The Smoke Fairy, court métrage, de James Stuart Blackton (1909)
- Mirages (Show People), de King Vidor (1928)
- Le Fils du cheik (The Son of the Sheik), de George Fitzmaurice (1926)
- La Symphonie nuptiale (The Wedding March), d'Erich von Stroheim (1928)
- Tarzan et sa compagne (Tarzan and His Mate), de Cedric Gibbons (1934)
- Tin Toy, courte animation, de John Lasseter (1988)
- Vers sa destinée (Young Mr. Lincoln), de John Ford (1939)

### 2004
- Ben-Hur de William Wyler (1959)
- L'Oiseau bleu (The Blue Bird) de Maurice Tourneur (1918)
- A Bronx Morning (en), court-métrage de Jay Leyda (1931)
- Clash of the Wolves de Noel M. Smith (1925)
- Le Bouffon du roi (The Court Jester) de Melvin Frank et Norman Panama (1956)
- Mort à l'arrivée (D.O.A.) de Rudolph Maté (1950)
- Daughters of the Dust de Julie Dash (1991)
- Duck and Cover, court-métrage d'animation d'Anthony Rizzo (1951)
- Empire d'Andy Warhol (1964)
- Opération Dragon (Enter the Dragon) de Robert Clouse (1973)
- Eraserhead de David Lynch (1978)
- Garlic Is As Good As Ten Mothers (en) de Les Blank (1980)
- La Route semée d'étoiles (Going My Way) de Leo McCarey (1944)
- Le Rock du bagne (Jailhouse Rock) de Richard Thorpe (1957)
- Kannapolis, NC de H. Lee Waters (en) (1941)
- Lady Helen's Escapade de D. W. Griffith (1909)
- Docteur Jerry et Mister Love (The Nutty Professor) de Jerry Lewis (1963)
- OffOn (en), court-métrage expérimental de Scott Bartlett (en) (1968)
- Popeye the Sailor Meets Sindbad the Sailor, court-métrage d'animation de Dave Fleischer (1936)
- Pups Is Pups (Our Gang), court-métrage de Robert F. McGowan (1930)
- La Liste de Schindler (Schindler's List) de Steven Spielberg (1993)
- Les Sept Femmes de Barbe-Rousse (Seven Brides for Seven Brothers) de Stanley Donen (1954)
- Sur les ailes de la danse (Swing Time) de George Stevens (1936)
- There It Is, court-métrage de Harold L. Muller (1928)
- Impitoyable (Unforgiven) de Clint Eastwood (1992)

### 2005
- Liliane (Baby Face) d'Alfred E. Green (1933)
- The Buffalo Creek Flood: An Act of Man de Mimi Pickering (1975)
- L'Opérateur ou Le Caméraman (The Cameraman) d'Edward Sedgwick, avec Buster Keaton (1928)
- Commandment Keeper Church, Beaufort South Carolina, May 1940 (1940)
- Luke la main froide (Cool Hand Luke) de Stuart Rosenberg (1967)
- Ça chauffe au lycée Ridgemont (Fast Times at Ridgemont High) d'Amy Heckerling (1982)
- French Connection (The French Connection) de William Friedkin (1971)
- Géant (Giant) de George Stevens (1956)
- H2O de Ralph Steiner (1929)
- Hands Up! de Clarence G. Badger (1926)
- Hoop Dreams, de Steve James (1994)
- La Chute de la Maison Usher (House of Usher) de Roger Corman (1960)
- Images de la vie (Imitation of Life) de John M. Stahl (1934)
- Jeffries-Johnson World's Championship Boxing Contest (1910)
- Making of an American, court-métrage pédagogique de Guy Hedlund (1920)
- Le Miracle de la 34e rue (Miracle on 34th Street) de George Seaton (1947)
- Les Fausses Pudeurs (Mom and Dad) de William Beaudine (1944)
- The Music Man de Morton DaCosta (1962)
- The Power of the Press de Frank Capra (1928)
- Un raisin au soleil (A Raisin in the Sun) de Daniel Petrie (1961)
- The Rocky Horror Picture Show de Jim Sharman (1975)
- San Francisco Earthquake and Fire, April 18, 1906 (1906)
- L'Arnaque (The Sting) de George Roy Hill (1973)
- A Time for Burning de Barbara Connell et William C. Jersey (1966)
- Toy Story de John Lasseter (1995), studios Disney.

### 2006
- Applause de Rouben Mamoulian (1929)
- La Piste des géants (The Big Trail) de Raoul Walsh (1930)
- Le shérif est en prison (Blazing Saddles) de Mel Brooks (1974)
- The Curse of Quon Gwon de Marion Wong (1916-17)
- La Fille de Shanghai (Daughter of Shanghai) de Robert Florey (1937)
- Drums of Winter de Sarah Elder et Leonard Kamerling (1988)
- Early Abstractions #1-5,7,10 de Harry Everett Smith (1939-56)
- Fargo de Joel et Ethan Coen (1996)
- La Chair et le Diable (Flesh and the Devil) de Clarence Brown (1927)
- Un jour sans fin (Groundhog Day) de Harold Ramis (1993)
- La Nuit des masques (Halloween) de John Carpenter (1978)
- In the Street de Helen Levitt (1948/52)
- Crépuscule de gloire (The Last Command) de Josef von Sternberg (1928)
- Les Enchaînés (Notorious) d'Alfred Hitchcock (1946)
- La Belle de Saïgon (Red Dust) de Victor Fleming (1932)
- Reminiscences of a Journey to Lithuania de Jonas Mekas (1971-72)
- Rocky de John G. Avildsen (1976)
- Sexe, Mensonges et Vidéo (Sex, Lies, and Videotape) de Steven Soderbergh (1989)
- Siege de Julien Bryan (1940)
- St. Louis Blues de Dudley Murphy (1929)
- The T.A.M.I. Show de Steve Binder (1964)
- Tess au pays des tempêtes (Tess of the Storm Country) d'Edwin S. Porter (1914)
- Think of Me First as a Person de Dwight Core (1960-75)
- A Time Out of War de Dennis Sanders (1954)
- Traffic in Souls de George Loane Tucker (1913)

### 2007
- Retour vers le futur (Back to the Future) de Robert Zemeckis (1985)
- Bullitt de Peter Yates (1968)
- Rencontres du troisième type (Close Encounters of the Third Kind) de Steven Spielberg (1977)
- Dance, Girl, Dance de Dorothy Arzner (1940)
- Danse avec les loups (Dances with wolves) de Kevin Costner (1990)
- Les Moissons du ciel (Days of Heaven) de Terrence Malick (1978)
- Grand Hotel d'Edmund Goulding (1932)
- The House I Live In de Mervyn LeRoy (1945)
- Le Violent (In a Lonely Place) de Nicholas Ray (1950)
- L'Homme qui tua Liberty Valance (The Man Who Shot Liberty Valance) de John Ford (1962)
- À visage découvert (Mighty Like a Moose) de Leo McCarey (1926)
- La Cité sans voiles (The Naked City) de Jules Dassin (1948)
- Une femme cherche son destin (Now Voyager) d'Irving Rapper (1942)
- Oklahoma ! de Fred Zinnemann (1955)
- Our Day (1938)
- Peege (en) de Randal Kleiser (1972)
- The Sex Life of the Polyp (en) (1928)
- L'Athlète incomplet (The Strong Man) de Frank Capra (1926)
- Les Trois Petits Cochons (Three Little Pigs) de Burton Gillett (1933), studios Disney.
- David l'endurant (Tol'able David) de Henry King (1921)
- Tom, Tom the Piper’s Son de Ken Jacobs (1969)
- Douze Hommes en colère (12 Angry Men) de Sidney Lumet (1957)
- Femmes (The Women) de George Cukor (1939)
- Les Hauts de Hurlevent (Wuthering Heights) de William Wyler (1939)

### 2008
- Quand la ville dort (The Asphalt Jungle) de John Huston (1950)
- Délivrance (Deliverance) de John Boorman (1972)
- Disneyland Dream (en) de Robbins Barstow (1956)
- Un homme dans la foule (A Face in the Crowd) d'Elia Kazan (1957)
- Au rythme des tambours fleuris (Flower Drum Song) de Henry Koster (1961)
- Folies de femmes (Foolish Wives) d'Erich von Stroheim (1922)
- Free Radicals de Len Lye (1958 - 1979)
- Hallelujah ! de King Vidor (1929)
- De sang-froid (In Cold Blood) de Richard Brooks (1967)
- L'Homme invisible (The Invisible Man) de James Whale (1933)
- Johnny Guitare (Johnny Guitar) de Nicholas Ray (1954)
- Les Tueurs (The Killers) de Robert Siodmak (1946)
- The March (en) de James Blue (1964)
- No Lies de Mitchell Block (en) (1974)
- On the Bowery de Lionel Rogosin (1956)
- La Maison démontable (One Week) de Buster Keaton et Edward F. Cline (1920)
- Le Prêteur sur gages (The Pawnbroker) de Sidney Lumet (1965)
- The Perils of Pauline de Louis Gasnier (1914)
- Sergent York d'Howard Hawks (1941)
- Aïe, mes aïeux ! (So's Your Old Man) de Gregory La Cava (1926)
- Terminator (The Terminator) de James Cameron (1984)
- Water and Power de Pat O'Neill (en) (1989)
- White Fawn's Devotion (en) de James Young Deer (en) (1910)

### 2009
- Un après-midi de chien (Dog Day Afternoon) de Sidney Lumet (1975)
- The Exiles de Kent MacKenzie (1961)
- Heroes All (en) d'Anthony Young (1920)
- Hot Dogs for Gauguin de Martin Brest (1972)
- L'Homme qui rétrécit (The Incredible Shrinking Man) de Jack Arnold (1957)
- L'Insoumise (Jezebel) de William Wyler (1938)
- The Jungle (en) (1967)
- The Lead Shoes (en) de Sidney Peterson (en) (1949)
- Little Nemo de Winsor McCay (1905)
- Mabel's Blunder (en) de Mabel Normand (1914)
- Le Signe de Zorro (The Mark of Zorro) de Rouben Mamoulian (1940)
- Madame Miniver (Mrs. Miniver) de William Wyler (1942)
- Les Muppets, le film (The Muppet Movie) de James Frawley (1979)
- Il était une fois dans l'Ouest (Once Upon a Time in the West) de Sergio Leone (1968)
- Confidences sur l'oreiller (Pillow Talk) de Michael Gordon (1959)
- Precious Images de Chuck Workman (1986)
- Quasi at the Quackadero (en) de Sally Cruikshank (en) (1975)
- The Red Book (en) de Janie Geiser (1994)
- The Revenge of Pancho Villa (en) (1930-1936)
- Scratch and Crow (en) de Helen Hill (en) (1995)
- Stark Love (en) de Karl Brown (1927)
- Les Forçats de la gloire (The Story of G.I. Joe) de William A. Wellman (1945)
- A Study in Reds (en) de Miriam Bennett (1932)
- Thriller de John Landis (1983)
- Crépuscule (Under Western Stars) de Joseph Kane (1938)

### 2010
- Y a-t-il un pilote dans l'avion ? (Airplane!) de ZAZ (1980)
- Les Hommes du président (All the President's Men) d'Alan J. Pakula (1976)
- Le Serment de Rio Jim (The Bargain) de Reginald Barker (1914)
- Cry of Jazz (en) d'Edward Bland (en) (1959)
- Electronic Labyrinth: THX 1138 4EB de George Lucas (1967)
- Star Wars, épisode V : L'Empire contre-attaque (Star Wars Episode V: The Empire Strikes Back) d'Irvin Kershner (1980)
- L'Exorciste (The Exorcist) de William Friedkin (1973)
- The Front Page de Lewis Milestone (1931)
- Grey Gardens d'Albert et David Maysles (1976)
- I Am Joaquin (en) de Luis Valdez (1969)
- Une riche affaire (It's a Gift) de Norman Z. McLeod (1934)
- Que la lumière soit (Let There Be Light) de John Huston (1946)
- Solitude (Lonesome) de Paul Fejos (1928)
- Place aux jeunes (Make Way for Tomorrow) de Leo McCarey (1937)
- Malcolm X de Spike Lee (1992)
- John McCabe (McCabe and Mrs. Miller) de Robert Altman (1971)
- Newark Athlete de William K.L. Dickson (1891) (avec la première caméra de cinéma : le Kinétographe )
- Our Lady of the Sphere (en) de Larry Jordan (en) (1969)
- La Panthère rose (The Pink Panther) de Blake Edwards (1963)
- Preservation of the Sign Language de George Veditz (1913)
- La Fièvre du samedi soir (Saturday Night Fever) de John Badham (1977)
- Study of a River de Peter Hutton (en) (1996)
- Tarantella (en) de Mary Ellen Bute (1940)
- Le Lys de Brooklyn (A Tree Grows in Brooklyn) d'Elia Kazan (1945)
- A Trip Down Market Street (en) des frères Miles (1906)

### 2011
- Allures (en) de Jordan Belson (court métrage, 1961)
- Bambi de David Hand, (1942), studios Disney
- Règlement de comptes (The Big Heat) de Fritz Lang (1953)
- A Computer Animated Hand d'Edwin Catmull (1972)
- Crisis: Behind a Presidential Commitment de Robert Drew (1963)
- The Cry of the Children de George Nichols (1912)
- A Cure for Pokeritis de Laurence Trimble (1912)
- El Mariachi de Robert Rodriguez (1992)
- Faces de John Cassavetes (1968)
- Fake Fruit Factory de Chick Strand (en) (1986)
- Forrest Gump de Robert Zemeckis (1994)
- Growing Up Female de Julia Reichert (en) (1971)
- Hester Street de Joan Micklin Silver (1975)
- I, an Actress de George Kuchar (1977)
- Le Cheval de fer (The Iron Horse) de John Ford (1924)
- The Kid de Charlie Chaplin (1921)
- Le Poison (The Lost Weekend) de Billy Wilder (1945)
- The Negro Soldier de Stuart Heisler (1944)
- Les films maisons des Nicholas Brothers (années 1930 et 1940)
- Norma Rae de Martin Ritt (1979)
- Porgy and Bess d'Otto Preminger (1959)
- Le Silence des agneaux (Silence of the Lambs) de Jonathan Demme (1991)
- Envers et contre tous (Stand and Deliver) de Ramón Menéndez (1988)
- Train de luxe (Twentieth Century) d'Howard Hawks (1934)
- La Guerre des mondes (War of the Worlds) de Byron Haskin (1953)

### 2012
- 3 h 10 pour Yuma (3:10 to Yuma) de Delmer Daves (1957)
- Autopsie d'un meurtre (Anatomy of a Murder) d'Otto Preminger (1959)
- The Augustas (en) de Scott Nixon (1930 - 1950)
- Comment l'esprit vient aux femmes (Born Yesterday) de George Cukor (1950)
- Diamants sur canapé (Breakfast at Tiffany's) de Blake Edwards (1961)
- Christmas Story (A Christmas Story) de Bob Clark (1983)
- The Corbett-Fitzsimmons Fight d'Enoch J. Rector (1897)
- L'Inspecteur Harry (Dirty Harry) de Don Siegel (1971)
- Hours for Jerome: Parts 1 and 2 de Nathaniel Dorsky (en) (1980 - 1982)
- The Kidnappers Foil (en) de Melton Barker (1930 - 1950)
- Kodachrome Color Motion Picture Tests de John Capstaff (1922)
- Une équipe hors du commun (A League of Their Own) de Penny Marshall (1992)
- Matrix (The Matrix) de Lana et Lilly Wachowski (1999)
- The Middleton Family at the New York Worlds Fair (en) de Robert R. Snody (1939)
- One Survivor Remembers de Kary Antholis (en) (1995)
- Parable (en) de Rolf Forsberg (en) (1964)
- Samsara: Death and Rebirth in Cambodia (en) d'Ellen Bruno (1990)
- Slacker de Richard Linklater (1991)
- Les Compagnons de la nouba (Sons of the Desert) de William A. Seiter (1933)
- The Spook Who Sat by the Door d'Ivan Dixon (1973)
- They Call It Pro Football (en) de John Hentz (1966)
- The Times of Harvey Milk de Rob Epstein (1984)
- Macadam à deux voies (Two-Lane Blacktop) de Monte Hellman (1971)
- La Case de l'oncle Tom (Uncle Tom's Cabin) de William Robert Daly (1914)
- Fille de pirates (The Wishing Ring: An Idyll of Old England) de Maurice Tourneur (1914)

### 2013
- Bless Their Little Hearts de Billy Woodberry (1984)
- Brandy in the Wilderness de Stanton Kaye (1969)
- Cicero March (1966)
- Daughter of Dawn de Norbert A. Myles (1920)
- Decasia de Bill Morrison (2002)
- Ella Cinders (film) d'Alfred E. Green (1926)
- Planète interdite (Forbidden Planet) de Fred M. Wilcox (1956)
- Gilda de Charles Vidor (1946)
- The Hole de John Hubley et Faith Hubley (1962)
- Jugement à Nuremberg (Judgment at Nuremberg) de Stanley Kramer (1961)
- La Féerie du jazz (King of Jaz) de John Murray Anderson (1930)
- The Lunch Date d'Adam Davidson (1989)
- Les Sept Mercenaires (The Magnificent Seven) de John Sturges (1960)
- Martha Graham Early Dance films (1931 - 1944)
- Mary Poppins de Robert Stevenson (1964), studios Disney.
- Men and Dust de Lee Dick (1940)
- La Baronne de minuit (Midnight) de Mitchell Leisen (1939)
- Notes on the Port of St. Francis de Frank Stauffacher (1951)
- Pulp Fiction de Quentin Tarantino (1994)
- L'Homme tranquille (The Quiet Man) de John Ford (1952)
- L'Étoffe des héros (The Right Stuff) de Philip Kaufman (1983)
- Roger et moi (Roger and Me) de Michael Moore (1989)
- A Virtuous Vamp de David Kirkland (1919)
- Qui a peur de Virginia Woolf ? (Who's Afraid of Virginia Woolf?) de Mike Nichols (1966)
- Les Enfants de la crise (Wild Boys of the Road) de William A. Wellman (1933)

### 2014
- 13 Lakes de James Benning (2004)
- Bert Williams Lime Kiln Club Field Day (1913)
- The Big Lebowski (The Big Lebowski) de Joel et Ethan Coen (1998)
- Sous le ciel d'Argentine (Down Argentine Way) d'Irving Cummings (1940)
- The Dragon Painter de William Worthington (1919)
- Felicia (en) (1965)
- La Folle Journée de Ferris Bueller (Ferris Bueller's Day Off) de John Hughes (1986)
- Banana Split (The Gang's All Here) de Busby Berkeley (1943)
- L'Homme au masque de cire (House of Wax) d'André de Toth (1953)
- Into the Arms of Strangers: Stories of the Kindertransport de Mark Jonathan Harris (2000)
- Little Big Man d'Arthur Penn (1970)
- Luxo Jr. de John Lasseter (1986)
- Moon Breath Beat de Lisze Bechtold (1980)
- Please Don’t Bury Me Alive! d'Efrain Gutierrez (1976)
- The Power and the Glory de William K. Howard (1933)
- Rio Bravo d'Howard Hawks (1959)
- Rosemary’s Baby de Roman Polanski (1968)
- L'Extravagant Mr Ruggles (Ruggles of Red Gap) de Leo McCarey (1935)
- Il faut sauver le soldat Ryan (Saving Private Ryan) de Steven Spielberg (1998)
- Shoes de Lois Weber (1916)
- La Foire aux illusions (State Fair) de Henry King (1933)
- Unmasked de Grace Cunard et Francis Ford (1917)
- V-E +1 (1945)
- The Way of Peace de Frank Tashlin (1947)
- Charlie et la Chocolaterie (Willy Wonka and the Chocolate Factory) de Mel Stuart (1971)

### 2015
- Bienvenue, mister Chance (Being There) de Hal Ashby (1979)
- Black and Tan de Dudley Murphy (1929)
- Drácula (version espagnole) de George Melford (1931)
- Rêve d'un fondu de fondue (Dream of a Rarebit Fiend) de Wallace McCutcheon et Edwin S. Porter (1906)
- Eadweard Muybridge, Zoopraxographer (en) de Thom Andersen (1975)
- L'Éternuement de Fred Ott (Edison Kinetoscopic Record of a Sneeze ou Fred Ott's Sneeze) de William K.L. Dickson (1894)
- Embrasse-moi, idiot (A Fool There Was) de Frank Powell (1915)
- SOS Fantômes (Ghostbusters) d'Ivan Reitman (1984)
- Héros d'occasion (Hail the Conquering Hero) de Preston Sturges (1944)
- Humoresque de Frank Borzage (1920)
- Mirage de la vie (Imitation of Life) de Douglas Sirk (1959)
- The Inner World of Aphasia de Naomi et Edward Feil (1968)
- John Henry and the Inky-Poo (en) de George Pal (1946)
- L.A. Confidential de Curtis Hanson (1997)
- Le Signe de Zorro (The Mark of Zorro) de Fred Niblo (1920)
- Le Vieux Moulin (The Old Mill) de Wilfred Jackson et Graham Heid (1937)
- Notre pain quotidien (Our Daily Bread) de King Vidor (1934)
- Portrait of Jason de Shirley Clarke (1967)
- L'Opération diabolique (Seconds) de John Frankenheimer (1966)
- Les Évadés (The Shawshank Redemption) de Frank Darabont (1994)
- Sink or Swim (en) de Su Friedrich (1990)
- The Story of Menstruation (1946)
- Symbiopsychotaxiplasm (en) de William Greaves (1968)
- Top Gun de Tony Scott (1986)
- Winchester '73 d'Anthony Mann (1950)

### 2016
- Vingt Mille Lieues sous les mers (20,000 Leagues Under the Sea) de Stuart Paton (1916)
- The Atomic Cafe (en) de Jayne Loader, Kevin et Pierce Rafferty (1982)
- Boule de feu (Ball of Fire) d'Howard Hawks (1941)
- The Beau Brummels, court métrage (1928)
- Les Oiseaux (The Birds) d'Alfred Hitchock (1963)
- Graine de violence (Blackboard Jungle) de Richard Brooks (1955)
- The Breakfast Club de John Hughes (1985)
- The Decline of Western Civilization de Penelope Spheeris (1981)
- À l'est d'Éden (East of Eden) d'Elia Kazan (1955)
- Funny Girl de William Wyler (1968)
- Life of an American Fireman d'Edwin Stanton Porter (1903)
- Le Roi lion (The Lion King) de Roger Allers et Rob Minkoff (1994), studios Disney
- Les Horizons perdus (Lost Horizon) de Frank Capra (1937)
- Cœur d'apache (The Musketeers of Pig Alley) de D. W. Griffith (1912)
- Paris Is Burning de Jennie Livingston (1990)
- Le Point de non-retour (Point Blank) de John Boorman (1967)
- Princess Bride (The Princess Bride) de Rob Reiner (1987)
- Putney Swope (en) de Robert Downey Sr. (1969)
- Rushmore de Wes Anderson (1998)
- les films amateurs de Solomon Sir Jones (en) (1924-28)
- Cadet d'eau douce (Steamboat Bill Jr.) de Buster Keaton (1928)
- Suzanne, Suzanne de Camille Billops et James Hatch (1982)
- Thelma et Louise (Thelma and Louise) de Ridley Scott (1991)
- Le Commando de la mort (A Walk in the Sun) de Lewis Milestone (1945)
- Qui veut la peau de Roger Rabbit (Who Framed Roger Rabbit) de Robert Zemeckis (1988)

### 2017
- Memento de Christopher Nolan (2000)
- 4 Little Girls de Spike Lee (1997)
- Titanic de James Cameron (1997)
- La Rage au cœur (To Sleep with Anger) de Charles Burnett (1990)
- Jusqu'au bout du rêve (Field of Dreams) Phil Alden Robinson (1989)
- Piège de cristal (Die Hard) de John McTiernan (1988)
- Thelonious Monk: Straight, No Chaser de Clint Eastwood (1988)
- La Bamba de Luis Valdez (1987)
- Les Goonies (The Goonies) de Richard Donner (1985)
- Boulevard Nights (en) de Michael Pressman (1979)
- Superman de Richard Donner (1978)
- Time and Dreams de Mort Jordan (1976)
- Lives of Performers d'Yvonne Rainer (1972)
- Wanda de Barbara Loden (1970)
- Devine qui vient dîner... (Guess Who's Coming to Dinner) de Stanley Kramer (1967)
- Spartacus de Stanley Kubrick (1960)
- Le Gouffre aux chimères (Ace in the Hole)	de Billy Wilder (1951)
- Le Mur invisible (Gentleman's Agreement) d'Elia Kazan (1947)
- Dumbo de Ben Sharpsteen (1941), studios Disney
- Seuls les anges ont des ailes (Only Angels Have Wings) d'Howard Hawks (1939)
- Avec la brigade Abraham Lincoln en Espagne (With the Abraham Lincoln Brigade in Spain) de Henri Cartier-Bresson et Herbert Kline (1937-1938)
- Larmes de clown (He Who Gets Slapped) de Victor Sjöström (1924)
- la collection des films maison de la famille Fuentes (1920-1930)
- The Sinking of the Lusitania de Winsor McCay (1918)
- Interior New York Subway, 14th Street to 42nd Street de G. W. Bitzer (1905)

### 2018
- Something Good – Negro Kiss de William Selig (1898)
- Dixon-Wanamaker Expedition to Crow Agency (1908)
- The Girl Without a Soul de John H. Collins (1917)
- La Croisière du Navigator (The Navigator) de Buster Keaton et Donald Crisp (1924)
- Le Mouchard (The Informer) de John Ford (1935)
- Rebecca d'Alfred Hitchcock (1940)
- Péché mortel (Leave Her To Heaven) de John M. Stahl (1945)
- La Dame de Shanghai (The Lady from Shanghai) d'Orson Welles (1947)
- Un jour à New York (On the Town) de Stanley Donen and Gene Kelly (1949)
- Cendrillon (Cinderella) de Clyde Geronimi, Wilfred Jackson et Hamilton Luske (1950), Walt Disney Studios
- Le Port de la drogue (Pickup on South Street) de Samuel Fuller (1953)
- Un homme est passé (Bad Day at Black Rock) de John Sturges (1955)
- La Vengeance aux deux visages (One-Eyed Jacks) de Marlon Brando (1961)
- Le Jour du vin et des roses (Days of Wine and Roses) de Blake Edwards (1962)
- Le Plus Sauvage d'entre tous (Hud) de Martin Ritt (1963)
- My Fair Lady de George Cukor (1964)
- Monterey Pop de Donn Alan Pennebaker (1968)
- Le Cœur et l'Esprit (Hearts and Minds) de Peter Davis (1974)
- Shining (The Shining) de Stanley Kubrick (1980)
- Hair Piece: A Film for Nappy-Headed People de Ayoka Chenzira (1984)
- Broadcast News de James L. Brooks (1987)
- Jurassic Park de Steven Spielberg (1993)
- Le Secret du bayou (Eve’s Bayou) de Kasi Lemmons (1997)
- Phoenix Arizona (Smoke Signals) de Chris Eyre (1998)
- Le Secret de Brokeback Mountain (Brokeback Mountain) d'Ang Lee (2005)

### 2019
- Emigrants Landing at Ellis Island (en) d'Alfred C. Abadie (en) (1903)
- Body and Soul d'Oscar Micheaux (1925)
- Entrée des employés (Employees' Entrance) de Roy Del Ruth (1933)
- Becky Sharp de Rouben Mamoulian et Lowell Sherman (1935)
- George Washington Carver at Tuskegee Institute (1937)
- Hantise (Gaslight) de George Cukor (1944)
- The Phenix City Story de Phil Karlson (1955)
- Fidèle Vagabond (Old Yeller) de Robert Stevenson (1957)
- La Belle au bois dormant (Sleeping Beauty) de Clyde Geronimi (1959)
- My Name is Oona, court-métrage expérimental de Gunvor Nelson (en) (1969)
- I Am Somebody (en) de Madeline Anderson (1970)
- Un nouveau départ (A New Leaf) d'Elaine May (1971)
- Girlfriends de Claudia Weill (1978)
- La Dernière Valse (The Last Waltz) de Martin Scorsese (1978)
- Nashville Lady (Coal Miner's Daughter) de Michael Apted (1980)
- Chicanos Story (Zoot Suit) de Luis Valdez (1981)
- Amadeus de Miloš Forman (1984)
- Before Stonewall de Greta Schiller et Robert Rosenberg (1984)
- Purple Rain d'Albert Magnoli (1984)
- Platoon d'Oliver Stone (1986)
- Nola Darling n'en fait qu'à sa tête (She's Gotta Have It) de Spike Lee (1986)
- Clerks : Les Employés modèles (Clerks) de Kevin Smith (1994)
- Boys Don't Cry de Kimberly Peirce (1999)
- Ana (Real Women Have Curves) de Patricia Cardoso (2002)
- The Fog of War d'Errol Morris (2003)

### 2020
- Suspense de Phillips Smalley et Lois Weber (1913)
- Charlot est content de lui (Kid Auto Races at Venice) de Henry Lehrman (1914)
- Du pain (Bread) d'Ida May Park (1918)
- La Bataille du siècle (The Battle of the Century) de Clyde Bruckman (1927)
- With Cara and Camera Around the World d'Aloha Wanderwell (1929)
- Un petit coin aux cieux (Cabin in the Sky) de Vincente Minnelli (1943)
- Outrage d'Ida Lupino (1950)
- L'Homme au bras d'or (The Man with the Golden Arm) d'Otto Preminger (1955)
- Le Lys des champs (Lilies of the Field) de Ralph Nelson (1963)
- Orange mécanique (A Clockwork Orange) de Stanley Kubrick (1971)
- Sweet Sweetback's Baadasssss Song de Melvin Van Peebles (1971)
- Wattstax de Mel Stuart (1973)
- Grease de Randal Kleiser (1978)
- Les Blues Brothers (The Blues Brothers) de John Landis (1980)
- Losing Ground de Kathleen Collins (1982)
- Illusions de Julie Dash (1982)
- Le Club de la chance (The Joy Luck Club) de Wayne Wang (1993)
- The Devil Never Sleeps de Lourdes Portillo (en) (1994)
- Buena Vista Social Club de Wim Wenders (1999)
- The Ground (1993-2001)
- Shrek d'Andrew Adamson et Vicky Jenson (2001)
- Mauna Kea: Temple Under Siege de Joan Lander et Puhipau (2006)
- The Dark Knight : Le Chevalier noir (The Dark Knight) de Christopher Nolan (2008)
- Démineurs (The Hurt Locker) de Kathryn Bigelow (2008)
- Freedom Riders de Stanley Nelson Jr. (en) (2010)

### 2021
- Ringling Brothers Parade Film (1902)
- Jubilo de Clarence G. Badger (1919)
- The Flying Ace de Richard E. Norman (1926)
- Hellbound Train de Eloyce Gist et James Gist (1930)
- Des arbres et des fleurs (Flowers and Trees) de Burt Gillett (1932)
- L'Inconnu du Nord-Express (Strangers on a Train) d'Alfred Hitchcock (1951)
- Qu'est-il arrivé à Baby Jane ? (What Ever Happened to Baby Jane?) de Robert Aldrich (1962)
- Evergreen (1965)
- Requiem-29 de David Garcia (1970)
- The Murder of Fred Hampton d'Howard Alk (1971)
- Pink Flamingos de John Waters (1972)
- Sounder de Martin Ritt (1972)
- Le Privé (The Long Goodbye) de Robert Altman (1973)
- Cooley High de Michael Schultz (1975)
- Chicana de Sylvia Morales (1979)
- Richard Pryor: Live in Concert de Jeff Margolis (1979)
- The Wobblies de Stewart Bird et Deborah Shaffer (1979)
- Le Retour du Jedi (Return of the Jedi) de Richard Marquand (1983)
- Les Griffes de la nuit (A Nightmare on Elm Street) de Wes Craven (1984)
- Stop Making Sense de Jonathan Demme (1984)
- Who Killed Vincent Chin? de Christine Choy (1987)
- The Watermelon Woman de Cheryl Dunye (1996)
- Selena de Gregory Nava (1997)
- Le Seigneur des anneaux : La Communauté de l'anneau (The Lord of the Rings: The Fellowship of the Ring) de Peter Jackson (2001)
- WALL-E d'Andrew Stanton (2008)

### 2022
- Mardi Gras Carnival (1898)
- Cab Calloway Home Movies de Cab Calloway et Zulme Calloway (1948-1951)
- Cyrano de Bergerac de Michael Gordon (1950)
- Charade de Stanley Donen (1963)
- Scorpio Rising de Kenneth Anger (1963)
- Behind Every Good Man de Nick Elliot (1967)
- Titicut Follies de Frederick Wiseman (1967)
- Mingus de Thomas Reichman (1968)
- Manzanar de Robert A. Nakamura (1971)
- Betty Tells Her Story de Liane Brandon (1972)
- Super Fly de Gordon Parks Jr. (1972)
- Attica de Cinda Firestone (1974)
- Carrie au bal du diable (Carrie) de Brian De Palma (1976)
- Union Maids de Jim Klein, Miles Mogulescu et Julia Reichert (1976)
- Word is Out: Stories of Our Lives de Nancy Adair, Andrew Brown et Rob Epstein (1977)
- Bush Mama de Hailé Gerima (1979)
- The Ballad of Gregorio Cortez de Robert M. Young (1982)
- Itam Hakim, Hopiit de Victor Masayesva Jr. (1984)
- Hairspray de John Waters (1988)
- La Petite Sirène (The Little Mermaid) de Ron Clements et John Musker (1989)
- Tongues Untied de Marlon Riggs (1989)
- Quand Harry rencontre Sally (When Harry Met Sally) de Rob Reiner (1989)
- House Party de Reginald Hudlin (1990)
- Iron Man de Jon Favreau (2008)
- Pariah de Dee Rees (2011)

### 2023
- Movie Trip Through Filmland de Beaumont Smith (1921)
- Les Invités de huit heures (Dinner at Eight) de George Cukor (1933)
- Bohulano Family Film Collection (1950-78)
- Helen Keller in Her Story de Nancy Hamilton (1954)
- La Belle et le Clochard (Lady and the Tramp) de Clyde Geronimi, Wilfred Jackson et Hamilton Luske (1955)
- L'Homme qui tua la peur (Edge of the City) de Martin Ritt (1957)
- We're Alive (1974)
- Cruisin' J-Town de Duane Kubo (1975)
- Passing Through de Larry Clark (1977)
- Alambrista! de Robert M. Young (1977)
- Fame d'Alan Parker (1980)
- Recherche Susan désespérément (Desperately Seeking Susan) de Susan Seidelman (1985)
- The Lighted Field de Andrew Noren (1987)
- Matewan de John Sayles (1987)
- Maman, j'ai raté l'avion ! (Home Alone) de Chris Columbus (1990)
- Terminator 2 : Le Jugement dernier (Terminator 2: Judgment Day) de James Cameron (1991)
- Queen of Diamonds de Nina Menkes (1991)
- Garçon d'honneur (The Wedding Banquet - Xi yan) d'Ang Lee (1993)
- L'Étrange Noël de monsieur Jack (The Nightmare Before Christmas) de Henry Selick (1993)
- Maya Lin: A Strong Clear Vision de Freida Lee Mock et Terry Sanders (1994)
- Apollo 13 de Ron Howard (1995)
- Love and Basketball de Gina Prince-Bythewood (2000)
- The Very Black Show (Bamboozled) de Spike Lee (2000)
- Twenty Feet from Stardom de Morgan Neville (2013)
- Twelve Years a Slave de Steve McQueen (2013)

### 2024
- Danse serpentine (Annabelle) (Annabelle Serpentine Dance) de William Kennedy Laurie Dickson (1894)
- Ko-Ko's Earth Control de Dave Fleischer (1928)
- Les Anges aux figures sales (Angels with Dirty Faces) de Michael Curtiz (1938)
- Vainqueur du destin (The Pride of the Yankees) de Sam Wood (1942)
- Les Envahisseurs de la planète rouge (Invaders from Mars) de William Cameron Menzies (1953)
- Miracle en Alabama (The Miracle Worker) d'Arthur Penn (1962)
- Chelsea Girls d'Andy Warhol et Paul Morrissey (1966)
- Ganja et Hess (Ganja and Hess) de Bill Gunn (1973)
- Massacre à la tronçonneuse (The Texas Chain Saw Massacre) de Tobe Hooper (1974)
- Uptown Saturday Night de Richard Wesley (1974)
- Zora Lathan student films (1975-1976)
- Faut trouver le joint (Up in Smoke) de Lou Adler (1978)
- Will de Jessie Maple (1981)
- Star Trek 2 : La Colère de Khan (Star Trek II: The Wrath of Khan) de Nicholas Meyer (1982)
- Le Flic de Beverly Hills (Beverly Hills Cop) de Martin Brest (1984)
- Dirty Dancing d'Emile Ardolino (1987)
- Common Threads: Stories from the Quilt de Rob Epstein et Jeffrey Friedman (1989)
- Powwow Highway de Jonathan Wacks (1989)
- My Own Private Idaho de Gus Van Sant (1991)
- Sans rémission (American Me) d'Edward James Olmos (1992)
- Rêves de famille (My Family) de Gregory Nava (1995)
- Compensation de Zeinabu irene Davis (1999)
- Spy Kids de Robert Rodriguez (2001)
- No Country for Old Men de Joel et Ethan Coen (2007)
- The Social Network de David Fincher (2010)

## Thèmes
Le répertoire contient plusieurs films (au moins une dizaine) traitant directement du thème de l'homosexualité, dont deux films d'Ang Lee : Garçon d'honneur (The Wedding Banquet, 1993) et Le Secret de Brokeback Mountain (Brokeback Mountain, 2005).
Le réalisateur noir-américain Spike Lee a vu quatre de ses films inscrits au répertoire : Do the Right Thing (1989), Malcolm X (1992), 4 Little Girls (1997), Nola Darling n'en fait qu'à sa tête (She's Gotta Have It, 1986).
En 2018, le film Phoenix Arizona (Smoke Signals, 1998) est ajouté au répertoire, le premier film écrit, réalisé, co-produit et joué par des Amérindiens.
En 2020, le film Ana (2002) est ajouté au répertoire et sa réalisatrice Patricia Cardoso devient la première réalisatrice latina à faire son entrée dans le répertoire. En 2023, le répertoire est critiqué pour ne contenir pas plus de 3% de films représentatifs de la vie des Latinos aux États-Unis, et ce malgré la forte représentation démographique (20%) de cette population aux États-Unis. 27 films latinos sont nommés cette année-là.